# Molophilus (Molophilus) permutatus
Molophilus (Molophilus) permutatus is een tweevleugelige uit de familie steltmuggen (Limoniidae). De soort komt voor in het Australaziatisch gebied.